# پاول کوتلا
پاول کوتلا (لهستانی: Paweł Kotla؛ زادهٔ ۵ ژوئن ۱۹۷۲) موسیقی‌دان، موسیقی‌شناس، رهبر ارکستر، مدیر هنری و کارشناس دیپلماسی فرهنگی اهل لهستان است.
او دانش‌آموختهٔ دانشگاه موسیقی شوپن و دانشگاه آکسفورد است.